# Ophidiaster perplexus
Ophidiaster perplexus är en sjöstjärneart som beskrevs av A.H. Clark 1954. Ophidiaster perplexus ingår i släktet Ophidiaster och familjen Ophidiasteridae. Inga underarter finns listade i Catalogue of Life.